# Ruotger
Ruotger van Trier (ook Rudgar van Trier of Routger van Trier) (rond 880 - Trier, 27 januari 931) was van 916 tot 923 aartskanselier van het West-Frankische rijk, van 925 tot 931 kanselier van het Oost-Frankische rijk en van 915 tot 931 aartsbisschop van Trier.